# Hans Degen
Hans Karl Christian Degen (* 18. Februar 1899 in Rosenheim; † 18. November 1971 in Greiling) war ein deutscher Offizier, zuletzt Generalleutnant im Zweiten Weltkrieg.

Generalleutnant Hans Degen

## Leben
Degen war der älteste Sohn eines Zollbeamten in Rosenheim. Nach dem Abitur am Humanistischen Gymnasium in Lohr am Main begann er seine militärische Laufbahn.
Mit 17 Jahren trat Degen als Fahnenjunker in das 2. bayerische Jäger-Bataillon des Bayerischen Jäger-Regiments 1 in Aschaffenburg ein, in dem er im Verband des Deutschen Alpenkorps von 1917 bis 1918 als Gruppen- und Zugführer auf den Kriegsschauplätzen Rumänien, Italien und Serbien teilnahm.
Am 10. Februar 1918 zum Leutnant befördert kämpfte er zuletzt als Kompanieführer in Frankreich, wo er im August 1918 in der Abwehrschlacht an der Somme leicht verwundet wurde, aber bei der Truppe blieb.
Nach dem Ersten Weltkrieg wurde er Bataillons-Adjutant im III. Bataillon des Infanterie-Regiments 45 In Aschaffenburg. Die Übernahme in die Reichswehr erfolgte am 1. Januar 1921. Danach war er, seit dem 1. April 1925 Oberleutnant, bis 1929 zunächst als Bataillons-Adjutant des II. Bataillons des Infanterie-Regiments 20 in Ingolstadt und dann als Zugführer der MG-Kompanie desselben Verbandes eingesetzt. Von 1929 bis 1930 Zugführer und stellvertretender Kompaniechef in der Kraftfahr-Abteilung 7 in München und Würzburg, nahm er von 1930 bis 1933 an einer Führergehilfen-Ausbildung im Wehrkreis VII und an der Kriegsakademie in Berlin teil.
Nach der Beförderung zum Hauptmann am 1. April 1933 diente er bis 1937 als Generalstabsoffizier in der 4. Abteilung des Generalstabes des Heeres im Oberkommando des Heeres in Berlin. Am 1. Oktober 1936 erfolgte die Beförderung zum Major. In den Jahren 1937 und 1938 war Degen Kompaniechef im Gebirgsjäger-Regiment 100 in Brannenburg. Ab 10. November 1938 wurde er als 1. Generalstabsoffizier (Ia) der 2. Gebirgs-Division in Innsbruck verwendet. Dort wurde er am 1. März 1939 zum Oberstleutnant befördert.
Bei Ausbruch des Zweiten Weltkrieges zog Degen im September 1939 mit der 2. Gebirgs-Division in den Polenfeldzug. Nach dessen Ende wurde er ab 16. Oktober 1939 als 1. Generalstabsoffizier zur 1. Gebirgs-Division versetzt. In dieser Dienststellung nahm er bis Ende 1940 am Westfeldzug teil. Am 1. Januar 1941 wurde er Chef des Stabes des VI. Armeekorps, das als Teil der Heeresgruppe Mitte bei Beginn des Russlandfeldzuges im Juni 1941 im Mittelabschnitt der Ostfront zum Einsatz kam. Am 1. Februar 1942 wurde Degen zum Oberst i. G. befördert. Ab 1. Juli 1942 war er als Chef des Generalstabes des XIX. Gebirgs-Armeekorps an der Eismeerfront eingesetzt. Dort übernahm er am 1. November 1943 als Kommandeur die 2. Gebirgs-Division. Am 1. Januar 1944 Beförderung zum Generalmajor und am 1. August 1944 Beförderung zum Generalleutnant. Nach Abzug von der Eismeerfront und Rückmarsch im Winter durch Norwegen führte er noch die Division bei den Abwehrkämpfen im Raum Colmar/Vogesen, wo er am 6. Februar 1945 schwer verwundet wurde.
Im Lazarett in Bad Tölz geriet er am 2. Mai 1945 in amerikanische Kriegsgefangenschaft, aus der er am 15. Oktober 1947 entlassen wurde.
In der Nachkriegszeit lebte er als Pensionär in Oberbayern.

## Auszeichnungen
- Eisernes Kreuz (1914) II. Klasse (1917)
- Bayrisches Militärverdienstkreuz III. Klasse mit Krone und Schwertern (1917)
- Bayrischer Militärverdienstorden IV. Klasse mit Schwertern (1918)
- Verwundetenabzeichen in Schwarz (1918)
- Spanienkreuz in Bronze ohne Schwerter (1939)
- Spange zum Eisernen Kreuz II. Klasse (Polenfeldzug, 1939)
- Eisernes Kreuz (1939) I. Klasse (Westfeldzug, 1940)
- Medaille Winterschlacht im Osten 1941/42
- Deutsches Kreuz in Gold am 12. März 1942 (Schlacht von Rschew)
- Finnischer Orden des Freiheitskreuzes I. Klasse (Fortsetzungskrieg, 1944)
- Ehrenblattspange des Deutschen Heeres (Lapplandkrieg, 1944)
- Verwundetenabzeichen  (1945)
- Ritterkreuz des Eisernen Kreuzes am 11. März 1945 (Abwehrschlacht in den Vogesen)[3][4]